# Palazzo Naiadi Rome
Palazzo Naiadi Rome est un hôtel de luxe 5 étoiles situé sur la Piazza della Repubblica à Rome.  Il a ouvert en l'an 2000 sous le nom de Boscolo Exedra, puis a été renommé le 21 avril 2018 sous son appellation actuelle. Il compte 238 chambres.
L'hôtel fait partie du groupe The Dedica Anthology et est depuis 2013 membre de l'Autograph Collection par Marriott.

## À noter
- Le 19 juin 2013 l'acteur James Gandolfini est décédé d'une crise cardiaque à l'hôtel.